# Битва при Казаль-Ново
Битва при Казаль-Ново была арьергардным сражением, произошедшим 14 марта 1811 года, во время отступления Массены из Португалии. Французский арьергард под командованием Мишеля Нея превосходно сражался в серии жёстких арьергардных боёв. В Казаль-Ново безрассудство сэра Уильяма Эрскина привело к большим потерям в Лёгкой дивизии.

## Предыстория
Цель Массены состояла в том, чтобы направиться на север и пробиться через долину Мондегу. Единственным препятствием на его пути была река Мондегу, но французский маршал обнаружил, что все мосты через неё разрушены. В дополнение к этому выяснилось, что реку невозможно перейти вброд, поскольку город Коимбра контролировался португальскими ополченцами под командованием Николаса Трента.
Стремясь задержать преследующего его Веллингтона, Массена поставил Мишеля Нея во главе арьергарда. Ней нанес два поражения союзникам, изгнав англичан из Помбала и одержав впечатляющую победу над Веллингтоном недалеко от деревни Рединья. Затем он занял позицию в Кондейше, на реке Мондегу.
Однако французы шли слишком медленно и не успевали пересечь Мондегу. Ополчение Трента выстояло во время трёхдневной попытки французов захватить Коимбру. Опасаясь оказаться в ловушке, Массена сменил маршрут. Вместо того, чтобы идти на север, французский маршал решил продвинуться на восток, обратно в Испанию. Ней остался в Кондейше, чтобы задержать союзную армию.
Авангард Веллингтона догнал французов в Кондейше. Генерал Монбрен задерживал союзников достаточно долго, чтобы французы успели отступили на восток в направлении Миранда-ду-Корву. Поскольку далее защищать позицию в Кондейше было невозможно, французы подожгли город и ушли из него. На следующий день союзники начали наступать на французские позиции возле Миранда-ду-Корву. Сэр Уильям Эрскин, командующий британской Лёгкой дивизией, атаковал французов в Казаль-Ново.
Ней расположи свои войска на сильных позициях. Солдаты генерала Ферея были размещены в деревне Казаль-Ново. Дивизия Маршана удерживала возвышение недалеко от Шао-де-Ламаса.

## Битва
Лёгкая дивизия наступала на Казаль-Ново сквозь густой туман, который скрыл французов из вида. Однако Эрскин не верил, что французы находятся поблизости, и даже не удосужился выслать разведчиков. Британцы стали лёгкой добычей для солдат Ферея.
Лёгкая дивизия находилась под сильным огнём в течение двух-трех часов, прежде чем ей удалось закрепиться в деревне. Французы отступили к дивизии Маршана, и англо-португальское войско, преследующее их, попало под сабельную атаку 3-го гусарского полка Лаферье. Несмотря на это, Лёгкая дивизия продолжала наступление, но наткнулась на дивизию Маршана, расположенную на возвышенности. Французы открыли ураганный огонь по англо-португальским силам и легко их отбили.
Прибытие 3-й дивизии заставило Нея скомандовать Маршану отступать. Маршан отвёл свою дивизию к войскам Мерме и Луазона на высоты возле Миранда-ду-Корву.

## Итог
Битва прошла успешно для французов. Ней задержал англо-португальскую армию достаточно надолго, чтобы многочисленные обозы смогли догнать основную армию. Потери союзников были почти втрое больше, чем у французов. Дивизия Маршан отразила все атаки, и союзникам снова не удалось прорвать французский арьергард.
Арьергард Нея отступил через реку Сейра. Небольшой отряд войск был оставлен на другой стороне реки в Фош-де-Аросе. На следующий день он участвовал в битве при Фош-де-Аросе. Это была последняя битва Нея в Португалии.
Сражение при Казаль-Ново было первым в серии крупных ошибок, допущенных Эрскином. Следующую он сделал в битве при Сабугале. Если бы он предварительно разведал французские позиции, фиаско можно было бы предотвратить.